# Enoploteuthis
Enoploteuthis d'Orbigny, 1842 è un genere di molluschi cefalopodi appartenente alla famiglia Enoploteuthidae.

## Descrizione
Le specie del genere hanno pinne che non giungono all'estremità posteriore del corpo, che quindi rimane libera formando una tozza coda, questa caratteristica è unica fra gli Enoploteuthidae. La parte mediana della clava tentacolare, definita mano, possiede due serie di uncini ed è priva di ventose marginali. Le braccia sono armate di robusti uncini; il quarto paio di braccia è dotato di ventose nella parte più distale. Sono assenti i fotofori ingranditi all'apice del quarto paio di braccia, il quarto braccio destro nel maschio è ectocotilizzato. Sul globo oculare sono presenti 9 o 10 fotofori dei quali il più anteriore e il più posteriore sono piccoli e di dimensioni simili. L'epidermide è cosparsa di piccoli fotofori che non emettono luce rossa.

## Distribuzione e habitat

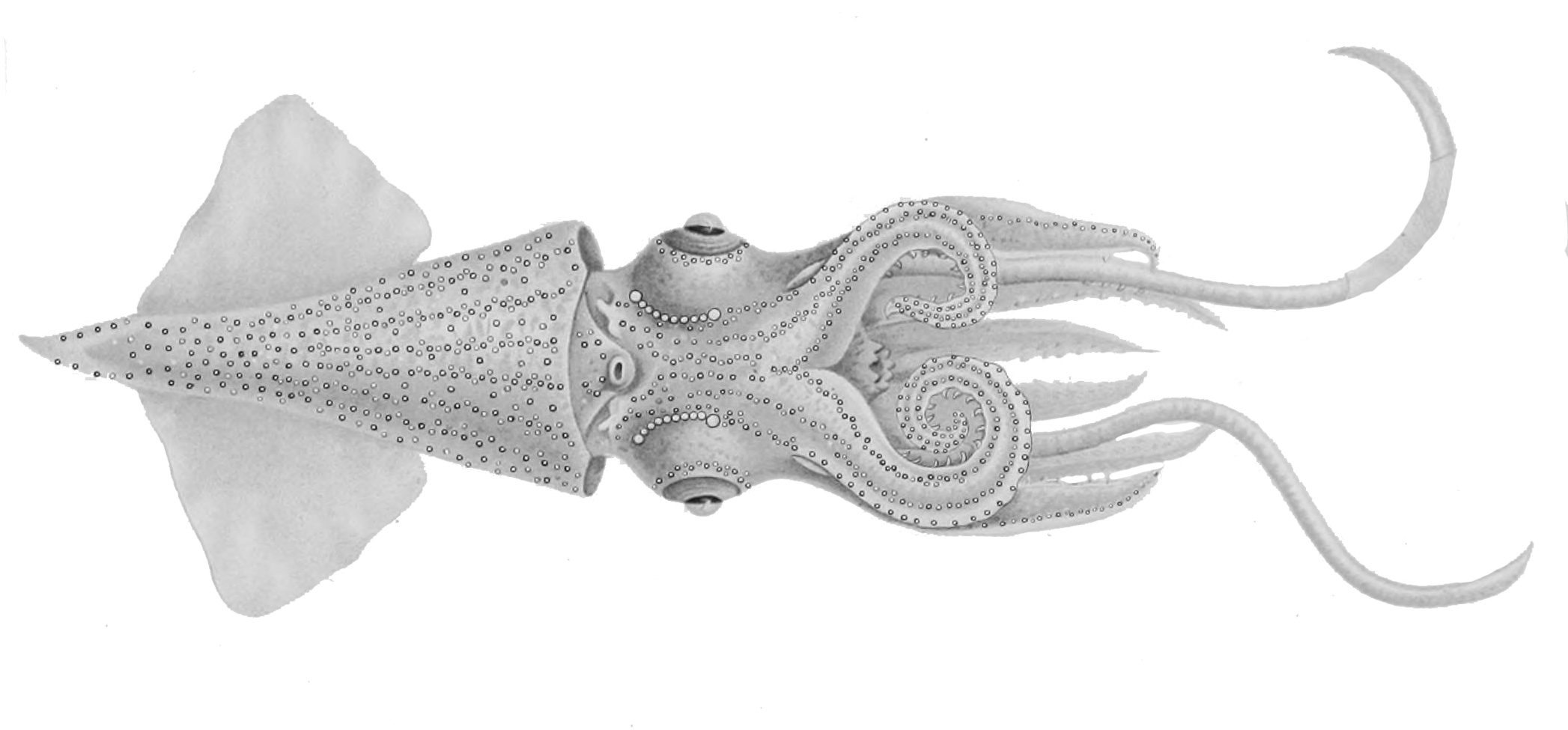
E. leptura

Il genere è diffuso prevalentemente negli oceani tropicali e subtropicali con alcune specie che possono trovarsi anche in acque più fresche dell'oceano Atlantico e dell'oceano Pacifico. 
Sono animali mesopelagici.

## Biologia

### Predatori
Sono preda di pesci pelagici e di cetacei odontoceti.

## Pesca
Le specie di Enoploteuthis sono perlopiù prive di interesse per la pesca tranne E. chunii che viene catturato in Giappone come bycatch di Watasenia scintillans

## Tassonomia
Il genere comprende 11 specie::
- Enoploteuthis anapsis Roper, 1964
- Enoploteuthis chunii Ishikawa, 1914
- Enoploteuthis galaxias Berry, 1918
- Enoploteuthis higginsi Burgess, 1982
- Enoploteuthis jonesi Burgess, 1982
- Enoploteuthis leptura (Leach, 1817)
- Enoploteuthis magnoceani Nesis, 1982
- Enoploteuthis obliqua Burgess, 1982
- Enoploteuthis octolineata Burgess, 1982
- Enoploteuthis reticulata Rancurel, 1970
- Enoploteuthis semilineata Alexeyev, 1994